# Stektermometer

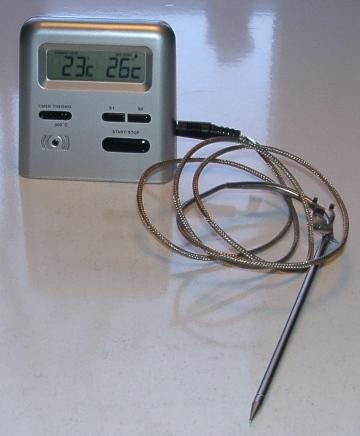
En digital stektermometer.

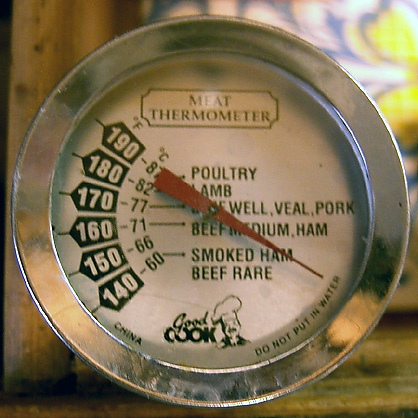
En amerikansk stektermometer.
Skalan är graderad i såväl °F som °C.

En stektermometer är en termometer som används för att mäta temperatur inne i kött, fågel eller fisk under tillagningen. Detta är en mera precis metod att tillaga större stycken kött än att enbart förlita sig på tillagningstiden, eftersom köttets tillagningsgrad i första hand beror på vilken temperatur det uppnått, i andra hand hur länge det hållit den temperaturen. Utan stektermometer får man vanligen falla tillbaka på tidtagning, vilket kan ge mycket varierande resultat beroende på köttets initialtemperatur, mängd, sammansättning etc.
Att använda en stektermometer vid nästan all typ av matlagning gör det lättare att avbryta tillagningen i rätt tid och veta att livsmedlet är rätt tillagat. Termometer kan även användas vid stekning i stekpanna och samma temperaturer gäller där. Oavsett vilken typ av stektermometer som används så skall alltid spetsen på mätenheten (sensorn) stickas in i centrum på livsmedlets tjockaste del.
Klassiska stektermometrar har en visare som pekar på en graderad skala, ibland med exempel på tillagningstemperaturer för olika typer av kött. Visaren är mekaniskt förbunden med en bimetallfjäder som kröker sig olika allt efter temperaturen. Dessa termometrar tål inte alltför höga temperaturer, och är mindre lämpliga för temperaturkontroll av det som i gamla recept anges som het ugn. Eftersom de innehåller metall, kan de inte användas alls i mikrovågsugnar. 
För användning i mikrovågsugn finns metallfria termometrar tillverkade i glas med en kapillär fylld med en röd vätska som indikator och skala bakom som på en traditionell termometer. Enligt tillverkare innebär en eventuellt skadad termometer med utrunnen vätska ingen katastrof för maten, då vätskan sägs inte vara hälsofarlig. Men man måste naturligtvis se upp med eventuellt glassplitter.
Dagens moderna stektermometrar är digitala och har en metallomspunnen ledare som tål att klämmasi ugnsluckan, när den läggs mellan givaren inne i ugnen och avläsningsenheten utanför. Detta medför en lättare avläsning av värdet då detta kan ske utanför ugnen. Dessutom är det möjligt att ställa in ett larm som ljuder då vald temperatur har uppnåtts. En del nyare spisar har inbyggd digital stektermometer.
I en lyxvariant kopplas sensorn till en liten radiosändare, och indikatorenheten förses med en mottagare för radiosignalerna, så man kan placera indikatorn på det mest bekväma stället. Räckvidden är några 10-tal meter. Det är samma teknik som förekommer i datorsammanhang med trådlöst tangentbord och trådlös datormus.

## Baktermometer
Baktermometer är en termometer som används för att mäta temperaturen i deg för bakning.

## Kärntemperatur
En finare köttdetalj, som oxfilé, blir mör vid en låg kärntemperatur, medan t.ex. framdelskött behöver en högre kärntemperatur för att bli mört. 
Följande kärntemperaturer rekommenderas:

| Livsmedel                             |               | Kärntemp. | Ugnstemp.  | Tillagningstid |
| ------------------------------------- | ------------- | --------- | ---------- | -------------- |
| Nöt- och kalvkött                     | blodig kärna  | 55 - 60°  | 125 - 175° | 1 - 1½ h/kg    |
|                                       | i kokvätskan¹ |           | 85 - 95°   |                |
| Nöt- , kalv-, lamm- och renkött       | medium        | 58 - 62°  | 125 - 175° | 1 - 1½ h/kg    |
|                                       | i kokvätskan¹ |           | 85 - 95°   |                |
| Nöt-, kalv-, gris-, lamm- och renkött | genomstekt    | 65 - 75°  | 125 - 175° | 1½ - 1¾ h/kg   |
|                                       | i kokvätskan¹ |           | 85 - 95°   |                |
| Julskinka, helgskinka                 | utan folie    | 70°       | 125°       | 1 - 2 h        |
|                                       | med folie     |           | 175°       |                |
|                                       | vid kokning   |           |            | ¾ - 1¼ h       |
| Karré och skinkstek med svål          |               | 80 - 85°  | 175°       | 1½ - 1¾ h      |
| Köttfärspaté                          |               | 75°       | 200°       | ca 1h          |
| Hel kyckling                          |               | 80°       | 175 - 200° | 1 - 1¼ h       |
|                                       | i kokvätskan¹ |           | 85 - 95°   | ¾ - 1 h        |
| Kycklingfilé/bröst                    |               | 70°       | 250°       | 15 - 25 min    |
| Kalkon                                |               | 85°       | 175°       | 2 - 2½ h       |
| Kalkonbröst                           |               | 63-65°    | 175°       | 25 - 40 min    |
| Hel fisk med ryggben                  |               | 55°       | 175 - 200° | 30 - 40 min    |
|                                       | i kokvätskan¹ |           | 85 - 95°   |                |
| Fiskfilé/fiskblock                    | i folie       | 55°       | 175°       | 15 - 25 min    |
|                                       | utan folie    |           | 90 - 100°  |                |
| Fiskpaté                              |               | 75°       | 175°       | ca 1 h         |
| Matbröd                               |               | 95°       |            |                |
| Uppvärmning av lagad mat              |               | 60 - 70°  |            |                |
| Uppvärmning av barnmat på burk        |               | 30 - 35°  |            |                |

¹Mätningen sker då i kärlets kokvätska.